# Titaan (mythisch wezen)

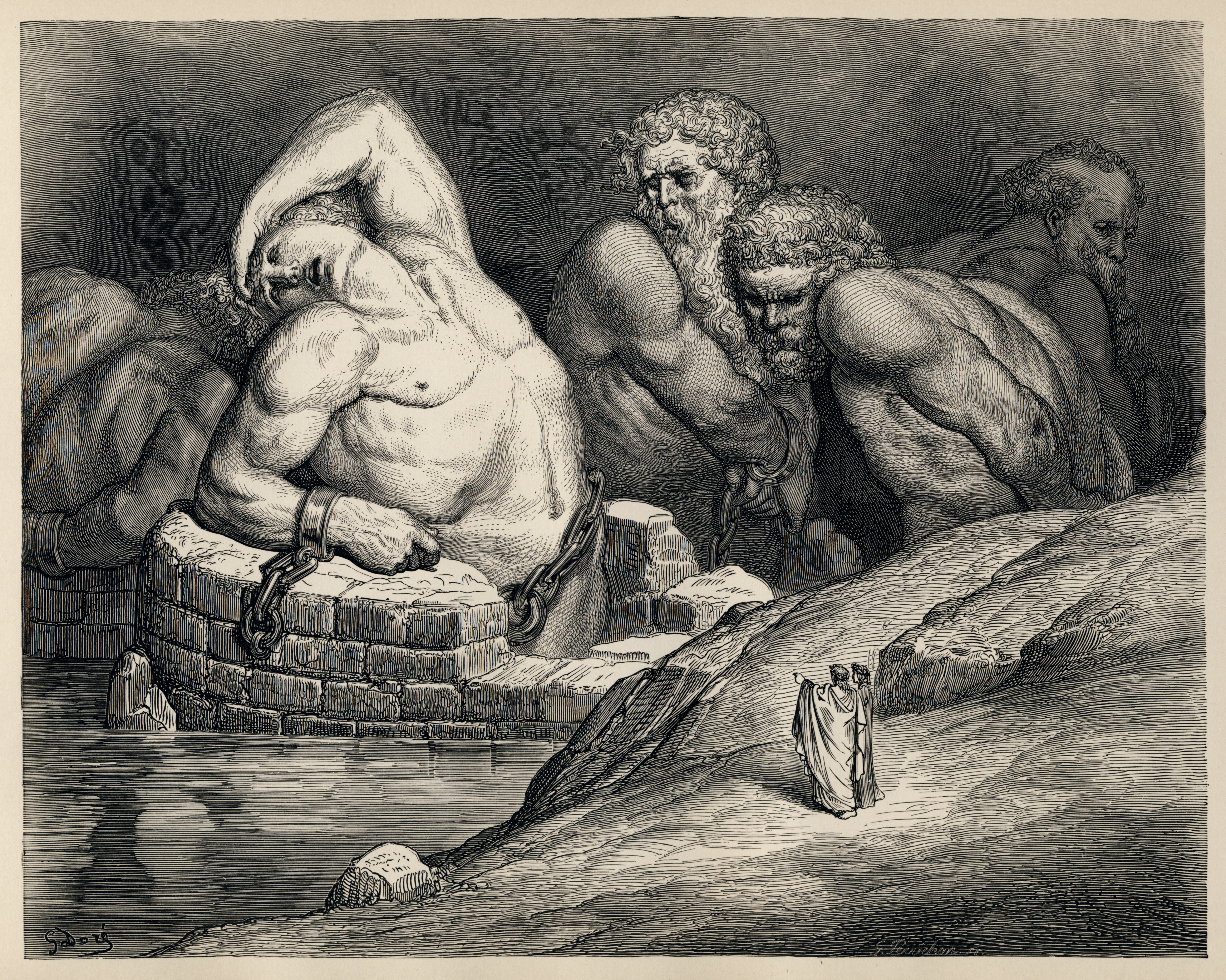
Titanen en reuzen, Gustave Doré, 1857

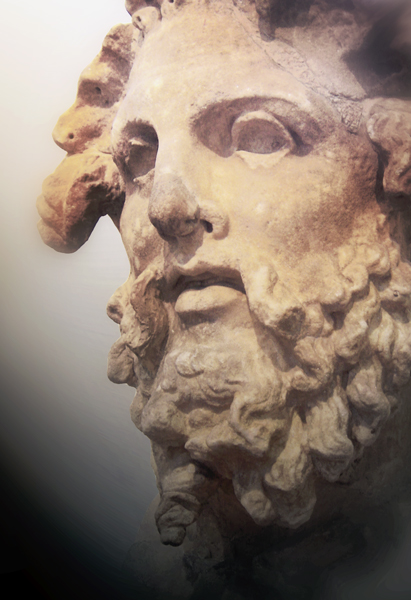
Hoofd van een Titaan, Nationaal archeologisch museum te Athene

Het woord Titaan of Titan, Oudgrieks: Τιτάν, meervoud Τιτάνες, is afkomstig uit de Griekse mythologie en duidt in het gewone spraakgebruik op een reusachtige, geweldig krachtige persoon. 
In de mythologie is een titaan een van de twaalf Titanen en Titaniden. Zij zijn samen met de cyclopen en de hekatoncheiren, dat waren honderdarmige reuzen, zonen en dochters van Ouranos, de hemelgod, en Gaia, de aarde, hoewel andere mythen vertellen dat Gaia hen uit zichzelf heeft voortgebracht. Ouranos en Gaia waren het op een na oudste godenpaar uit de klassieke oudheid, na Nyx en Erebos. De Titanen waren reuzen, ware hemelbestormers. Zij werden door hun vader Ouranos in de afgrond, Tartaros, gesmeten toen hij zich door hen bedreigd begon te voelen. Gaia was daar zo boos over, dat zij toen Ouranos verminkt raakte, met zijn bloeddruppels de Giganten in zich verwekte en voortbracht. Later werden de Titanen, die in de strijd om de hemelheerschappij aan Zeus' kant stonden, door hem bevrijd. 
De Titanen, die Kronos steunden in de Titanenstrijd tussen Kronos en zijn zoon Zeus om de heerschappij over de wereld, verloren de slag. Zeus werd daarbij door de Olympische goden geholpen. 

## Titanen en Titaniden
| De oorspronkelijke, mannelijke Titanen zijn: - Okeanos of Oceanus - Koios of Coeus - Hyperion - Crius - Iapetus - Kronos of Cronus | De zes Titaniden waren de vrouwelijke tegenhangers van de Titanen, maar vaak worden ze als één groep beschouwd. Zij zijn eveneens kinderen van Ouranos en Gaia. - Tethys - Rhea - Themis - Mnemosyne - Phoibe of Phoebe - Theia |

## Nakomelingen

### Kinderen van wie beide ouders Titaan zijn
- Okeanos en Thetys

Deze zeetitanen verenigden zich en kregen samen drieduizend kinderen, de Oceaniden, die alle vormen van water personifieerden. De bekendste zijn Asia, Styx, Electra, Doris, Eurynome, Amphitrite en Metis. Ook kregen ze de drieduizend Potamen of Ptamiden, ook wel naiaden, de rivieren. Daar de bekendste van zijn Electra, Admete, Styx en Asia. 
- Koios en Phoibe

De Titanen van intelligentie en kennis kregen twee dochters: Asteria en Latona, Oudgrieks: Leto. Zij symboliseren verborgen kennis en voorspelling. 
- Hyperion en Theia

Dit zijn de Titanen van het licht. Hun kinderen waren heel toepasselijk Eos: de dageraad, Helios: de zon en Selene: de maan. 
- Rhea en Kronos

Rhea en Kronos zijn de Titanen van de zevende dag, kinderen van hemel en aarde, van Ouranos en Gaea. De kinderen van Rhea en Kronos zijn Poseidon, Hades, Hera, Hestia, Demeter en Zeus. Zeus wordt vereerd als een jaarlijks stervende en weer herrijzende god. 

### Kinderen van wie een van de ouders Titaan is
- Crius en Eurybia

Crius is de Titaan van het ijs, en Eurybia is de dochter van Pontus, de zee. Hun kinderen zijn Astraeus, Pallas en Perses. 
- Iapetus en Asia/Clymene

Iapetus en de Okeaniden kregen samen Atlas, Prometheus, Epimetheus en Menoetius, allen belangrijke figuren in de Griekse mythologie. 
- Kronos en Phylira

Hun kind is een tweestaltige Centaur. 

## Noordse mythologie
- Jötun uit de noordse mythologie zijn hetzelfde soort reuzen als de Titanen.